# Dyschirus
Dyschirus är ett släkte av skalbaggar. Dyschirus ingår i familjen jordlöpare.

## Dottertaxa tillDyschirus, i alfabetisk ordning[1]
- Dyschirus abbreviatus
- Dyschirus affinis
- Dyschirus alticola
- Dyschirus analis
- Dyschirus aratus
- Dyschirus arizonicus
- Dyschirus basilis
- Dyschirus brevispinus
- Dyschirus campicola
- Dyschirus ceberus
- Dyschirus coamensis
- Dyschirus compactus
- Dyschirus consobrinus
- Dyschirus criddlei
- Dyschirus curvispinus
- Dyschirus dejeani
- Dyschirus desertus
- Dyschirus duplicatus
- Dyschirus edentulus
- Dyschirus erythrocerus
- Dyschirus exochus
- Dyschirus filiformis
- Dyschirus frigidus
- Dyschirus gibbipennis
- Dyschirus globulosus
- Dyschirus haemorrhoidalis
- Dyschirus interger
- Dyschirus interior
- Dyschirus laevifasciatus
- Dyschirus longulus
- Dyschirus marinus
- Dyschirus montanus
- Dyschirus nigricornis
- Dyschirus obesus
- Dyschirus pacifica
- Dyschirus pallipennis
- Dyschirus patruelis
- Dyschirus perversus
- Dyschirus pilosus
- Dyschirus planatus
- Dyschirus politus
- Dyschirus pumilus
- Dyschirus quadrimaculatus
- Dyschirus salivagans
- Dyschirus sallatus
- Dyschirus setosus
- Dyschirus sphaericollis
- Dyschirus subarcticus
- Dyschirus sublaevis
- Dyschirus subpunctatus
- Dyschirus tenuispinus
- Dyschirus terminatus
- Dyschirus timidus
- Dyschirus tridentatus
- Dyschirus truncatus
- Dyschirus unipunctatus
- Dyschirus varidens